# Kostryżiwka
Kostryżiwka (ukr. Кострижівка, rum. Costrijeni) – osiedle typu miejskiego na Ukrainie w rejonie zastawieńskim obwodu czerniowieckiego, nad Dniestrem.
Znajduje się tu stacja kolejowa Kostryżiwka, położona na linii Biała Czortkowska – Zaleszczyki – Stefaneszty. W okresie międzywojennym była to rumuńska stacja graniczna Schit na granicy z Polską.

## Historia
W 1989 liczyło 2808 mieszkańców.
W 2013 liczyło 2718 mieszkańców.